# Linton, North Dakota
Linton är administrativ huvudort i Emmons County i North Dakota, USA. Enligt 2010 års folkräkning hade Linton 1 097 invånare.